# Umrolltisch

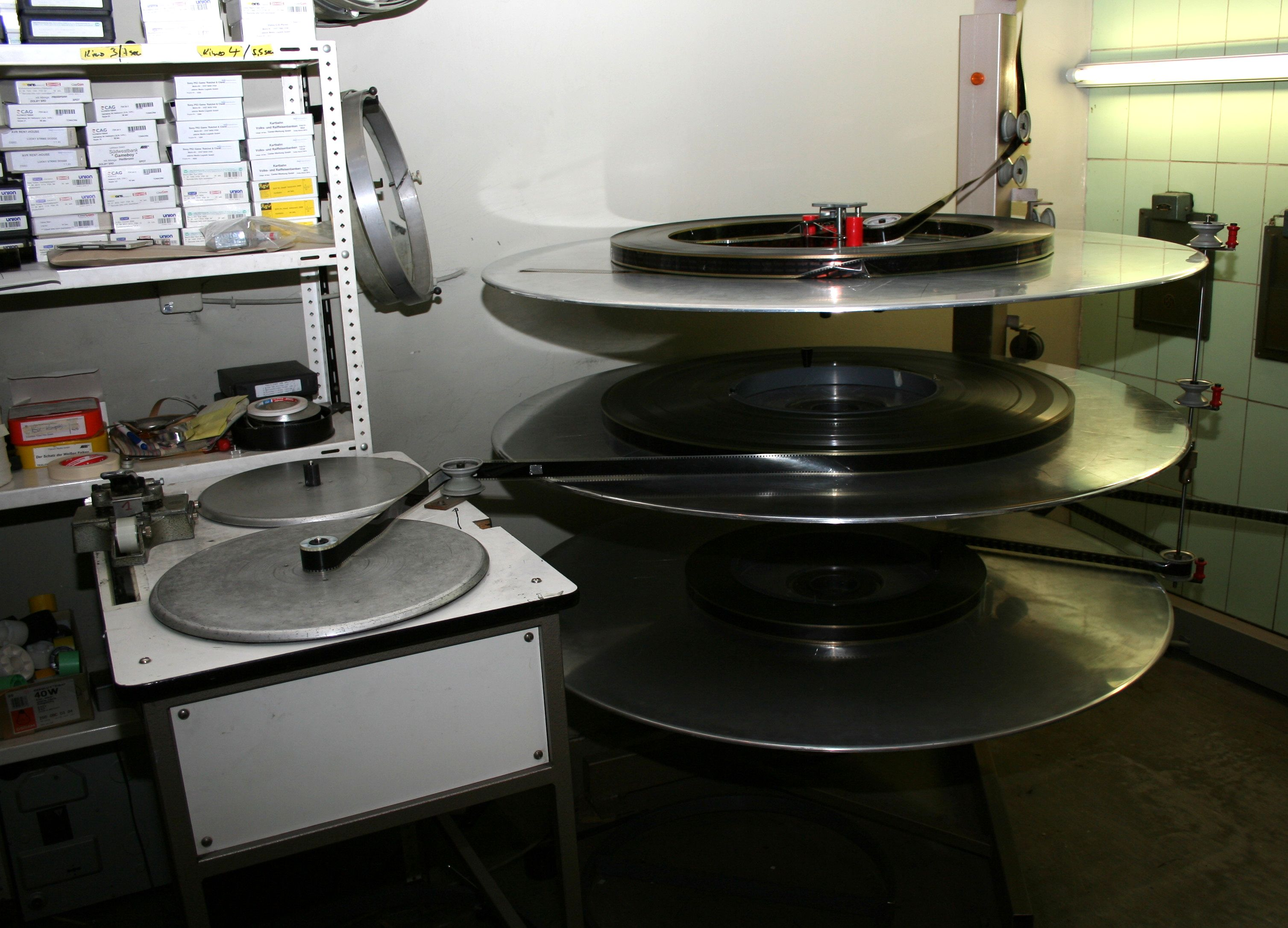
Ein Umrolltisch (links) beim Koppeln eines Films an einer Telleranlage

Ein Umrolltisch (auch: Umspultisch) ist eine Vorrichtung in der Kinotechnik, die es ermöglicht, Filme für eine Filmtelleranlage zu  Koppeln.
Diese hat üblicherweise die Form eines Tisches, aus dem zwei Spulenachsen herausragen. Eine dieser Achsen besitzt einen eigenen Antrieb, der über am Tisch angebaute Steuerungselemente gesteuert wird. Die zweite Achse kann ebenfalls angetrieben sein oder ist mit einer Rutschkupplung ausgestattet. Beide Achsen können mit Tellerscheiben ausgestattet sein, dann erübrigt sich die Verwendung einer Steckspule bei Filmen, die nicht auf eine Spule, sondern auf einen Filmkern gewickelt sind, es ist lediglich die Verwendung eines Adapterkerns („Kodakkern“) nötig.
Zur Montage eines Films wird der jeweilige Akt oder der entsprechende Teil des Vorprogramms auf die gebremste Seite aufgelegt, der Film über fest am Tisch montierte oder höhenverstellbare Umlenkrollen auf die gewünschte Ebene des Filmtellers gezogen und dort entweder am Tellerring befestigt oder an den bereits montierten Film mit einer Klebepresse angeklebt. Über die Steuerung des Umrolltisches wird mittels eines Steuerkabels nun der Motor der jeweiligen Ebene der Telleranlage angesteuert und der Film somit vom Teller aufgewickelt. Die Demontage erfolgt in umgekehrter Reihenfolge, wobei hier die angetriebene Seite des Umrolltisches genutzt wird und der Umrolltisch so den Film von der Tellerebene abwickelt.
Neben der Montage und Demontage von Film auf Telleranlagen ist mit Umrolltischen auch ein einfaches Umrollen des Films von einer Spule (oder einem Filmkern) auf eine weitere möglich. Der Unterschied zu einem Filmumroller besteht dabei darin, dass der Film auf dem Umrolltisch horizontal, auf dem Umroller jedoch vertikal geführt wird.
Neben den Umrolltischen mit zwei Achsen gibt es auch die Bauform mit nur einer (angetriebenen) Achse, diese wird zumeist als Aufspultisch bezeichnet, ferner auch Aufspulgestelle, bei denen die Spulenachse seitlich aus dem Tisch herausragt.